# BluesWay Records
BluesWay Records fue un sello discográfico especializado en música blues.

## Historia
Subsidiario de ABC-Paramount Records, fue creado por Bob Thiele en 1967. Artistas como John Lee Hooker, Jimmy Reed, Jimmy Rushing, Otis Spann y T-Bone Walker publicaron trabajos bajo esta etiqueta. BluesWay publicó dos álbumes de B. B. King en 1969 Live and Well y Completely Well, a este último pertenece el exitoso tema «The Thrill is Gone». El sello también publicó ese mismo año el álbum debut de James Gang, Yer' Album.
BluesWay cesó su actividad en 1970. John Lee Hooker, B. B. King y James Gang fueron transferidos a ABC Records. Entre 1973 y 1974 regresó brevemente a publicar material. Los archivos del sello, al igual que todo el material de ABC Records, fue vendido en 1978 a MCA Records.